# Літомержиці
Літоме́ржиці (чеськ. Litoměřice [ˈlɪtomɲɛr̝ɪtsɛ] / Літоме́ржіце, нім. Leitmeritz) — старовинне місто в Чехії, розміщене в долині річок Ельби і Огрже, 72 км від Праги.

## Історія

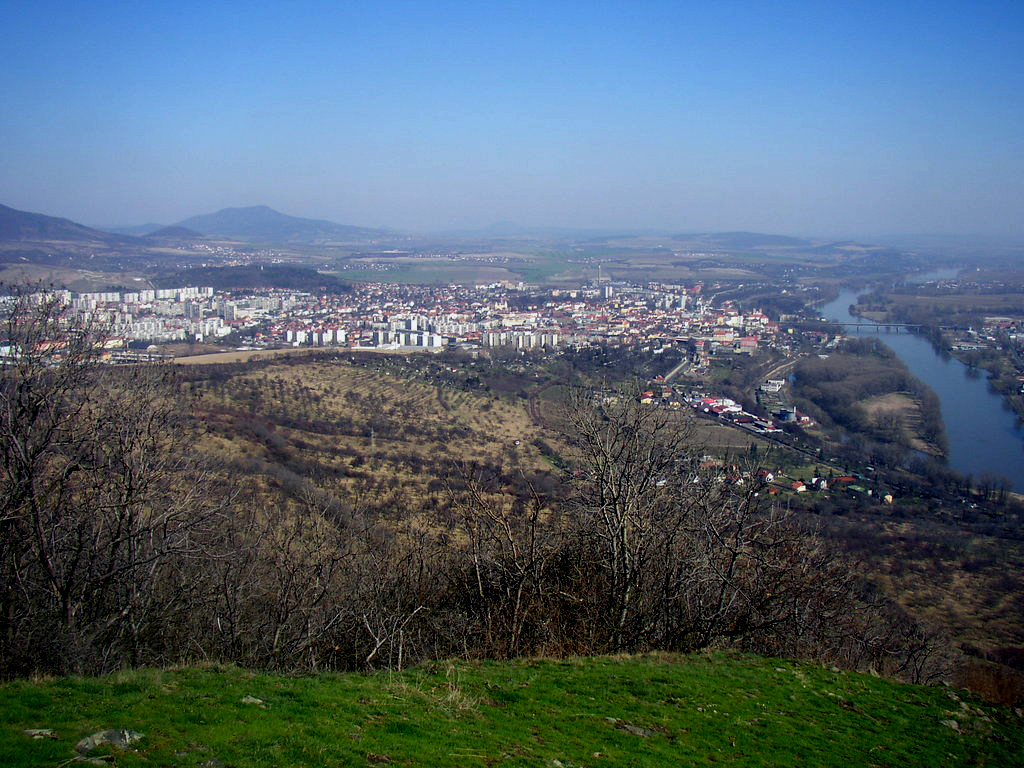
Сучасний краєвид на Літомержиці з пагорба Радобил

Офіційною датою заснування міста вважається 1057 рік, коли князь Спітігнєв II заснував тут базиліку у романському стилі, на місці якої у XVII столітті побудували собор святого Стефана. У X—XII століттях місто входило до володінь династії Пржемисловичів, котрі подарували його знатній родині Вршовців разом з містом Жатець за військові та політичні заслуги.
З XIII століття Літомержиці стали культурним центром краю, в якому були резиденції францисканського і домініканського орденів. Місто забудовували кам'яницями. На XV—XVI століття припав найпродуктивніший період розбудови. Місто славилося як центр ремесел. З XIX століття розвивається харчова промисловість. В наш час в Літомержицях проходять виставки «Місто Чехії».
У 1975 році в місті встановлено пам'ятник Червоній армії. У 2011 році його мали наміри демонтувати через реконструкцію місцевості, втім тоді міська влада заявила, що статуя має залишатися на підставі міжнародної угоди між Чехією та РФ. 26 жовтня 2022 року стару пам'ятку радянським солдатам трохи було актуалізовано і на постаменті невідомий художник намалював символ «спецоперації РФ» в Україні — пральну машину. Після широкомасштабного вторгнення РФ в Україну почали фіксувати випадки мародерства з боку російських окупантів, які виносили з будинків українців на тимчасово окупованих територіях речі, побутову техніку, зокрема і пральні машини, та багато іншого, та переправляли їх на територію РФ.

## Пам'ятки
Собор св. Стефана, костели св. Войтеха і св. Вацлава, костел Усіх Святих, єзуїтський і домініканський собори, костел Капуцинів, синагога.

## Почесні громадяни
- Маршал Радянського Союзу І. С. Конєв. (1945)

- Генерал-полковник В. М. Комаров
- Полковник І. О. Самчук[5]

## Міста-побратими
- Арментьєр, Франція
- Каламба-Сіті, Філіппіни, 1974
- Дапітан, Філіппіни, 2006
- Фульда, Німеччина, 2001
- Майсен, Німеччина, 1996

## Світлини

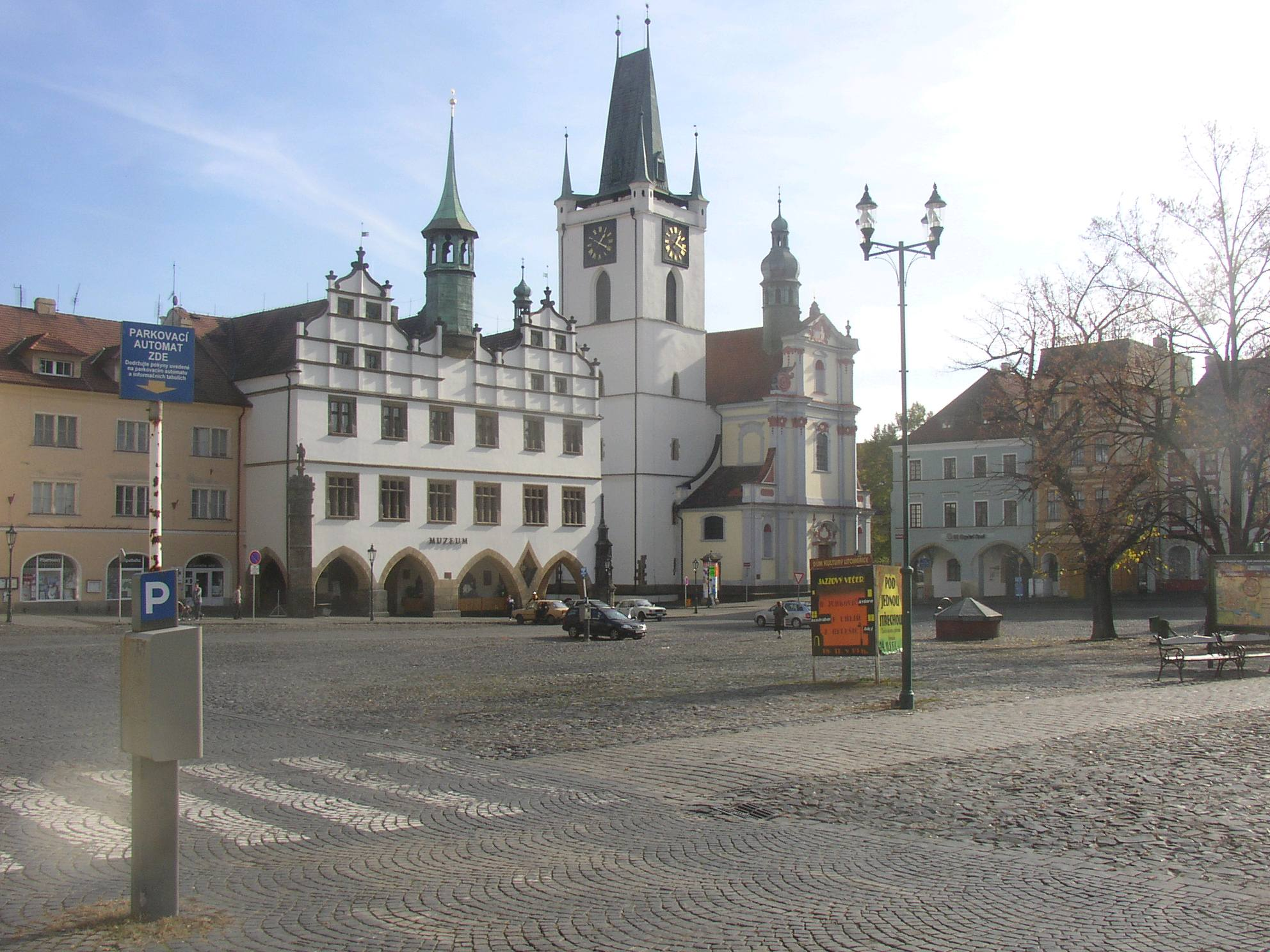
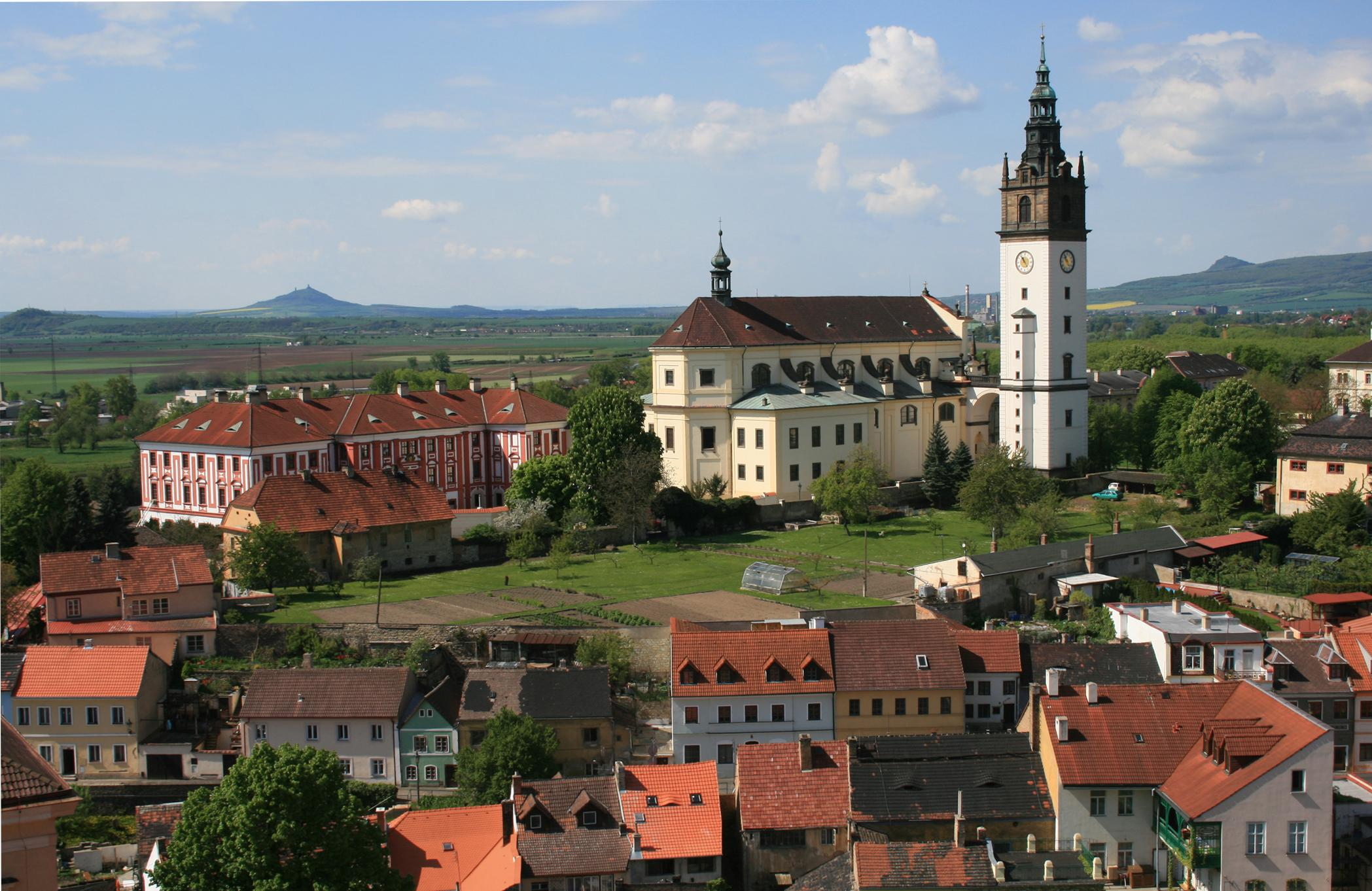
Собор Святого Стефана
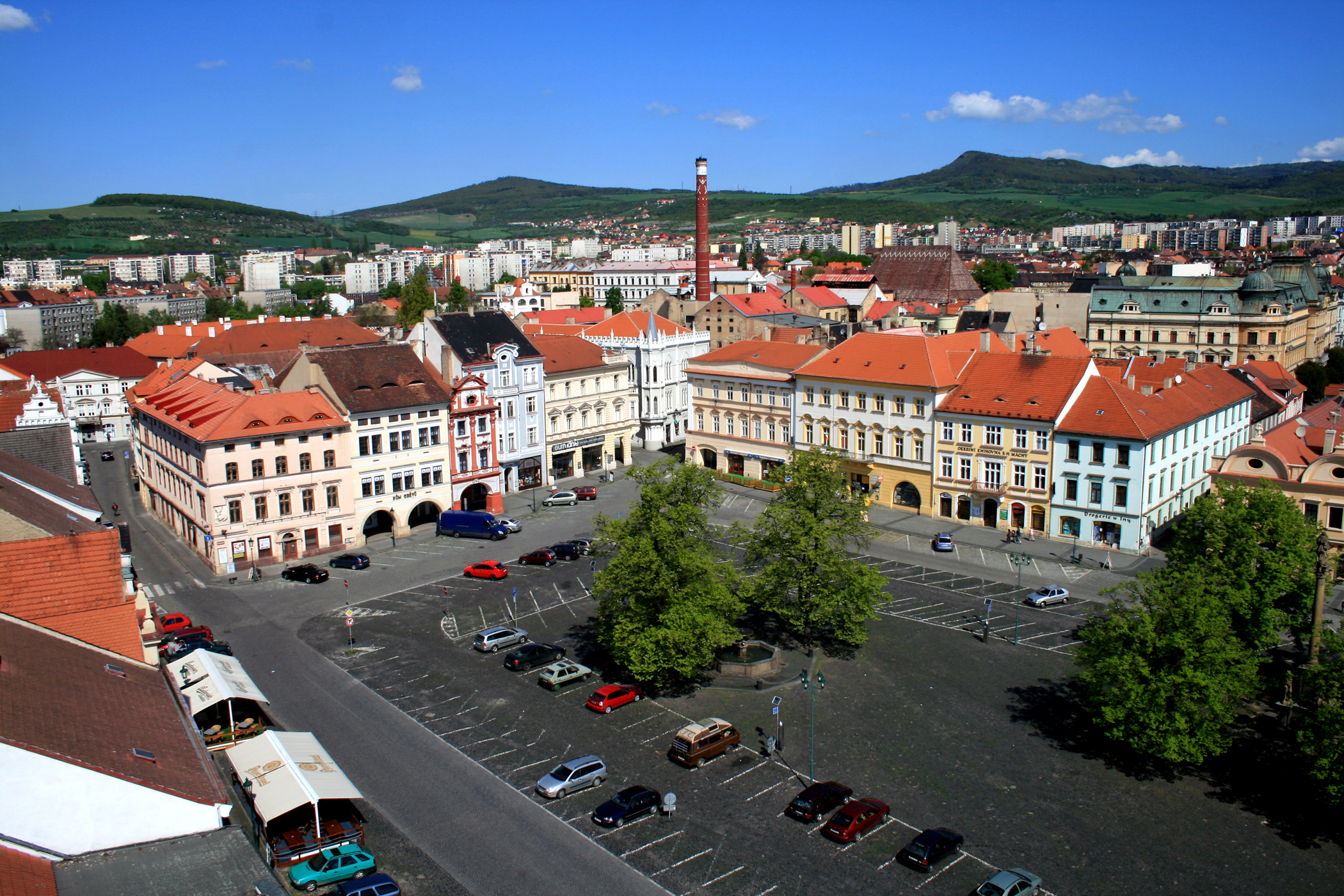
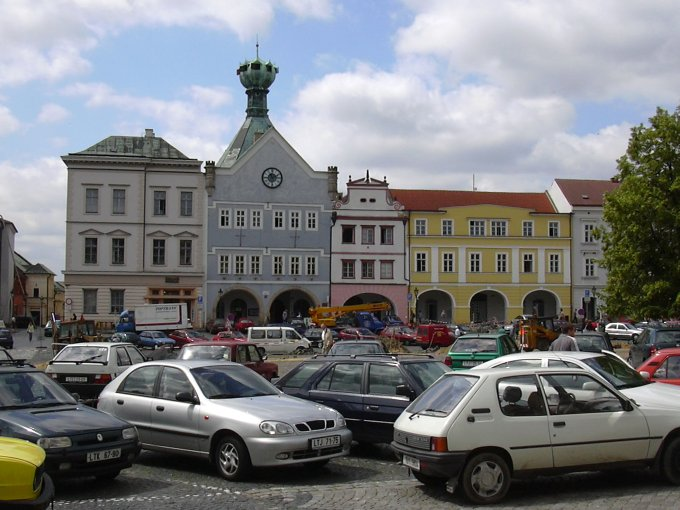